# Njörðr

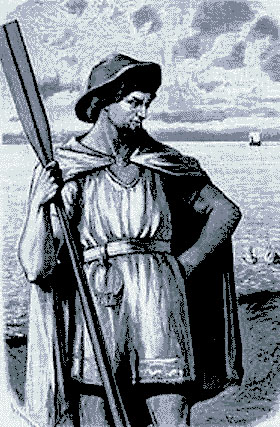
Njörd, Gott des Meeres und des Ozeans

Njörðr (auch Njörd oder Niördr genannt) ist einer der Wanen in der nordischen Mythologie.

## Njörðr-Mythos
Im euhemeristischen Kontext ist Njörðr ein König aus alter Zeit, bei Snorri als der zweite nach Oðin. Bei Ari froðis Stammtafel des Ynglingengeschlechts ist sein Vater nicht Oðin sondern Yngvi Tyrkja konungr. Oðin kommt bei ihm nicht vor. Diese Anordnung bietet auch die Historia Norvegiae (Ingui rex ... Neorth ...Froyr). Bei Snorri hat Oðin Njörðr und Freyr als Opferpriester eingesetzt. Sie seien dann Herrscher in einer friedlichen und üppigen Zeit gewesen, weshalb die Svear Njörðr für diese reiche Zeit als verantwortlich hielten, so dass er zum Fruchtbarkeitsgott erhoben wurde.
Njörðr erscheint eigenartig selten in den mythologischen Quellen. Im mythologischen Kontext der Gylfaginning gibt Snorri Njörðr maritime Züge. Sein Wohnort ist Nóatún, der Schiffsplatz. Er herrschte über die Winde auf dem Meer, über die See und das Feuer.

„Inn þriði áss er sá, er kallaðr er Njörðr. Hann býr á himni, þar sem heitir Nóatún. Hann ræðr fyrir göngu vinds ok stillir sjá ok eld. Á hann skal heita til sæfara ok til veiða. … Hann var upp fæddr í Vanaheimi.“

„Der dritte Ase ist Niörðr genannt, er bewohnt im Himmel die Stätte, die Noatun heißt. Er beherrscht den Gang des Windes und stillt Meer und Feuer; ihn ruft man zur See und bei der Fischerei an. … Er wurde in Wanaheim erzogen.“

Njörðr wurde der Götterfamilie der Wanen zugerechnet, der von „weisen Mächten“ in Wanenheim erschaffen wurde. Er kam dann aber mit seinem Sohn Freyr als Geisel zu den Asen. Dieses Geiselmotiv scheint nach den Eddaliedern zu urteilen sehr alt zu sein.
| Óðinn kvað: "Seg þú þat it tíunda, alls þú tíva rök öll, Vafþrúðnir, vitir, hvaðan Njörðr of kom með ása sonum - hofum ok hörgum hann ræðr hundmörgum - ok varð-at hann ásum alinn." Vafþrúðnir kvað: "Í Vanaheimi skópu hann vís regin ok seldu at gíslingu goðum, í aldar rök hann mun aftr koma heim með vísum vönum." | Odin sagte: Sage mir zum zehnten, wenn du den Urgrund aller Götter, Wafthrudnir, weißt, wie kam Nörðr zu den Asensöhnen – Höfe und Heiligtümer hat er in großer Zahl – und wuchs nicht bei den Asen auf? Wafthrudnir sagte: In Wanenheim schufen ihn weise Gottheiten und sandten ihn zu den Göttern als Geisel. Am Ende der Zeiten soll er wiederkommen heim zu den weisen Wanen. |

Nach der Skáldskaparmál darf sich Skaði aus Þrymheimr als Buße für den Totschlag der Asen an ihrem Vater Þiazi unter den Göttern einen Ehemann aussuchen, kann aber von den Göttern nur die Füße sehen. Sie glaubt, Baldr erwählt zu haben. Die Füße gehörten aber Njörðr. Snorri betont, dass die Eheleute Geschwister waren und fügt hinzu, dass solch inzestuöse Ehen bei den Wanen üblich, bei den Asen aber verboten gewesen seien.
Die Ehe scheiterte, weil sie nicht an der gleichen Stelle wohnen konnten. Sie hatten zunächst vereinbart, dass Njörðr neun Nächte bei Skaði in Þrymheimr und Skaði drei Nächte bei Njörðr am Meer wohnen sollte. Aber Skaði konnte wegen des Möwengeschreis in Nóatún nicht schlafen, und Njörðr konnte das Heulen der Wölfe nicht ertragen. Nach Snorri bekam Njörðr später die beiden Kinder Freyr und Freya, bei Egill Skallagrímsson ist das nicht eindeutig. Die Aufteilung der Zeiten des Zusammenlebens hat symbolische Bedeutung. Sie spiegelt die Jahreseinteilung in 9 Wintermonate und 3 Sommermonate wider. Die Tätigkeit in den drei Sommermonaten hat Bezug zu den Wanen: Seefahrt, Ackerbau und Fischerei. Daraus ergibt sich, dass der Mythos von Njörðr und Skaði dem westnordischen Milieu entstammt.
Es gibt auch einen Mythenschwank in Lokasenna, wonach die Töchter des Riesen Ymir Njörðs Mund als Nachttopf verwendet hätten. Auch die von Snorri überlieferte missglückte Ehe mit Skaði trägt schwankhafte Züge.